# Buittle Castle

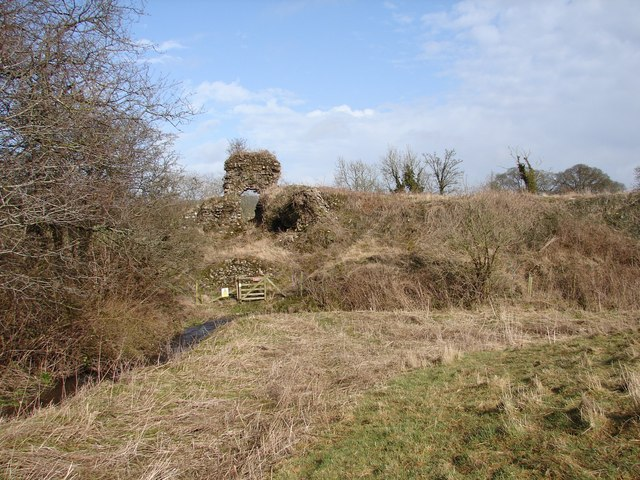
Ruinen von Buittle Castle

Buittle Castle, auch Botle Castle oder Botel Castle, ist eine Burgruine in der schottischen Council Area Dumfries and Galloway. Sie liegt im Tal des Urr Water, etwa einen Kilometer westlich von Dalbeattie. Die Gemeinde Buittle, in der die Burgruine liegt, gehörte einst zur Grafschaft Kirkcudbrightshire.

## Geschichte
Lochlann of Galloway ließ im 12. Jahrhundert eine Motte etwa 800 Meter flussaufwärts der späteren normannischen Burg errichten. Die Burg fiel durch Heirat an John de Balliol, der dessen Enkelin Devorquilla of Galloway ehelichte, die die normannische Burg errichten ließ. Robert V. de Brus, Lord of Annandale, nahm die Burg 1286 ein. 1296 war sie in englischer Hand. König Robert the Bruce nahm Buittle Castle 1313 ein und verlehnte es an James Douglas, Lord of Douglas. 1332 kam die Burg in die Hände von Edward Balliol, bevor sie 1372 an Archibald Douglas, 3. Earl of Douglas, verlehnt wurde. Bis 1456 verblieb Buittle Castle in Besitz des Clan Douglas, dann fiel es an die Krone zurück. Später befand sich die Burg in den Händen des Clan Maxwell und noch später in denen des Clan Gordon.
1595 wurde die Burg geschleift, sodass große Teile, insbesondere der Mound, zur Ruine wurden. Teile der Vorburg, unter anderem der Turmdonjon und die Anbauten aus dem 16. und 17. Jahrhundert, stehen heute noch.
Buittle Castle gilt als Scheduled Monument.